# IWork
iWork es la suite ofimática de aplicaciones creada por Apple para el sistema operativo macOS e iOS, y también disponible desde cualquier plataforma a través de la web de iCloud.
Contiene un procesador de texto llamado Pages, un paquete de presentaciones llamado Keynote y una hoja de cálculo llamada Numbers. Aunque iWork fue en un principio un rumor de ser la actualización o reemplazo de la aplicación de Apple llamada AppleWorks, Apple actualmente la comercializa como «construyendo un sucesor de AppleWorks», pero no extiende las funciones de base de datos y herramientas de dibujo de AppleWorks. No pretende competir en forma directa con la versión para Mac de Microsoft Office que se considera más profesional; en cambio, ofrece herramientas con un punto de vista diferente, enfocado al usuario doméstico (presentación en vez de análisis) a un precio más bajo.
Está diseñado para integrarse con las aplicaciones de la suite iLife.

## Historia
- iWork '05

iWork '05 fue lanzado el día 11 de enero de 2005 e incluía una nueva versión de Keynote (v2) y la primera versión de Pages (v1.0).
- iWork '06

En enero de 2006, Apple presentó iWork '06 en la Macworld de San Francisco, el cual incluía nueva versión de Pages (v2.0) y de Keynote (v3.0). Las nuevas características para ambas aplicaciones incluían gráficos en 3D, tablas con soporte para fórmulas, comentarios de corrección y máscaras de imágenes.
- iWork '08

Lanzado el 7 de agosto de 2007. Lo más destacable es la inclusión de la hoja de cálculo Numbers '08, compatible con Microsoft Excel hasta su versión 2007. Los programas Pages y Keynote incluyen nuevos temas y plantillas, además la posibilidad de compartir presentaciones con YouTube, el iPod y el iPhone.
- iWork '09

Lanzado en la MacWorld de enero del 2009. Una función destacada es la posibilidad a subir el trabajo hecho en iWork.com (beta pública), una página web en la que se puede exhibir tu trabajo y ver los trabajos realizados por otras personas.
- iWork para iPhone y iPod Touch

Este lanzamiento incluye la integración a los dispositivos móviles de Apple además del iPad, disponibles para su descarga gratuita.
- iWork en iCloud

En la WWDC 2013 Apple presentó una versión de iWork en iCloud, cualquier usuario con un ID de Apple puede acceder para crear y modificar documentos desde cualquier Mac o PC de forma gratuita.

## Críticas
iWork ha sido criticado por la falta de programas de hojas de cálculo (hasta la versión '08) y de base de datos, así como también programas de administración de proyectos y aplicaciones gráficas potentes. La falta de hojas de cálculo en las versiones anteriores puede ser considerada intencional (en iWork '06, tanto Keynote como Pages permiten crear tablas con actualización automática de campos) reduciendo la necesidad de tener una aplicación solamente para el manejo de hojas de cálculo.